# Natalie Allen
Pour les articles homonymes, voir Allen.
Natalie Allen, née le 11 août 1962, est une journaliste américaine. Elle a notamment  travaillé pour CNN International en tant que présentatrice de journaux d'actualités.

## Jeunesse et éducation
Natalie Allen est née à Memphis[réf. nécessaire], dans le Tennessee.
En 1984, elle sort diplômée de l'Université du Mississippi du Sud dans le cadre d'une licence en radio, télévision et cinéma.

## Carrière
Natalie Allen a commencé sa carrière à WREG-TV à Memphis, dans le Tennessee, devenant la première stagiaire promue au poste de journaliste chargé des affectations générales alors qu'elle était encore étudiante.
Elle intègre ensuite la chaine WFTV à Orlando, en Floride, en tant que reporter et présentatrice. Elle remporte un Emmy Awards régional, un Edward R. Murrow Award et est nommée "présentatrice matinale préférée" par le quotidien Florida Today.
En 1992, Natalie Allen rentre chez CNN en tant que présentatrice.
De 2007 à 2009, Allen a été la première correspondante pour l'environnement et le climat sur la chaine The Weather Channel, une chaine météo américaine.
Natalie Allan a rejoint CNN International en 2009 et y a travaillé comme correspondante et présentatrice jusqu'en 2021. Depuis, elle travaille chez Scripps News.

### Invitée d'honneur d'une conférence sur le leadership féminin
Natalie Allen préside une conférence d'ampleur nationale organisée à Las Vegas en 2015. Le thème de la conférence est le "leadership féminin". Des ateliers, des rencontres et des tables rondes permettent à des femmes de rencontrer d'autres femmes, considérées comme inspirantes. Natalie Allen y est présentée comme une femme inspirante pour sa carrière de présentatrice et journaliste.

### Implication dans la lutte contre l'esclavage moderne
En 2011, Natalie Allen a tourné une série intitulée "The Children of the Dump". Ce projet a été diffusé sur CNN International dans le cadre de la lutte contre l'esclavage. La série raconte l'expérience de Natalie Allen dans le delta du Mékong au Vietnam et le fait d'être témoin d'une histoire de trafic d'enfants.